# 빅토르 쿨리코프

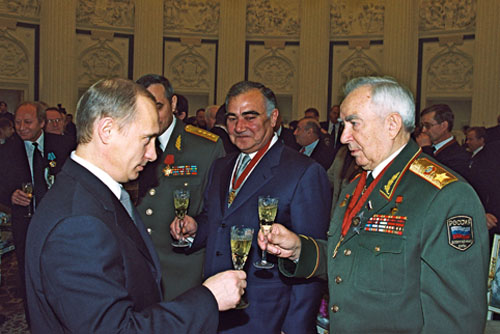
2001년, 푸틴 대통령과 함께 한 쿨리코프.

빅토르 게오르기예비치 쿨리코프(러시아어: Виктор Георгиевич Куликов, 1921년 7월 5일 ~ 2013년 5월 28일)는 소비에트 연방의 군인으로, 1977년부터 1989년까지 바르샤바 조약 기구의 최고사령관을 지냈다.
쿨리코프는 농민 가정에서 태어나 1939년, 붉은 군대에 입대하였다. 대조국전쟁에 참전했고 1967년부터 1969년까지는 키예프 군구를, 1971년부터 1977년까지는 독일에서 소비에트군 집단을 지휘하였다. 1971년부터 1977년까지 쿨리코프는 소련군(러시아어: Вооружённые силы СССР)의 총참모장을 지냈고, 1977년 소비에트 연방원수로 진급하였다. 대조국전쟁에서의 공로로 1981년 소비에트 연방영웅이 되었다. 1983년에는 레닌상을 수여받았다. 1989년부터 2003년까지 소비에트/러시아 의회의 구성원으로 있었으며, 2006년에 쿠바에서 가장 높은 상인 플라야 기론 훈장 (Playa Girón) 을 수여받았다.